# Abdel Djaadaoui
Abdel-Ghani Djaadaoui est un footballeur international algérien né le 27 juin 1947 à Beni-Saf. 
Il est actuellement recruteur au FC Sochaux-Montbéliard.
Il compte 2 sélections en équipe nationale en 1980.

## Carrière
- CA Romainville
- 1970-1972 :  FC Rouen
- 1972-1982 :  FC Sochaux
- 1982-1984 :  Le Havre AC[2]

## Source
- Marc Barreaud, Dictionnaire des footballeurs étrangers du championnat professionnel français (1932-1997), l'Harmattan, 1997.